# La moglie di campagna
La moglie di campagna (The Country Wife) è un'opera teatrale del commediografo William Wycherley portata al debutto a Londra nel 1675.
L'opera viene considerata uno dei massimi capolavori del genere della Commedia della Restaurazione ed è una delle poche opere dell'epoca ad essere ancora rappresentata regolarmente nei paesi anglofoni. Nonostante la fortuna sulle scene del testo di Wycherley, in occasione del suo debutto al Theatre Royal Drury Lane la commedia fu tacciata di immoralità dalle frange più conservatrici del pubblico a causa dei riferimenti sessuali espliciti. L'opera fu successivamente censurata e riadattata da David Garrick, la cui versione del testo, ribattezzato La ragazza di campagna (The Country Girl), finì a tutti gli effetti per rimpiazzare il copione di Wycherley dal 1766 al 1924.

## Trama
Come in molte commedie dell'epoca, anche La moglie di campagna presenta tre trame distinte che si intrecciano tra loro.
1. Il libertino Harry Horner, che si finge impotente per non destare preoccupazione in padri e mariti: l'uomo infatti afferma di aver contratto una malattia venerea da una prostituta francese e che l'unico trattamento possibile era stata l'"accorciamento della sua virità". Grazie al pettegolezzo che lui stesso ha messo in giro, Horner riesce a sedurre indisturbato moltissime donne dell'alta società, molte delle quali note per virtù e castità. A Horner sono legati i momenti più farseschi dell'opera, ma anche alcuni di quelli più fini: il segreto del libertino sembra spesso sul punto di essere svelato, ma grazie alla sua prontezza e astuzia Horner riesce sempre ad evitarlo.
2. Pinchwife è un uomo di mezza età che ha sposato la giovanissima e ingenua campagnola Margery nella speranza che una fanciulla tanto modesta non lo tradisca. Tuttavia, Margery si mette rapidamente al passo con le altre donne londinesi, anche grazie agli insegnamenti di Horner. La giovane campagnola scopre presto un'autentica passione per i bei gentiluomini di Londra e, soprattutto, per gli avvenenti attori teatrali. Spesso è lo stesso Pinchwife, gelosissimo e terrorizzato dall'idea che la moglie lo tradisca, a fornirle le informazioni e le scuse possibili per far sì che la giovane moglie incontri altri uomini. Pinchwife è uno degli sciocchi mariti che Horner ha convinto della propria impotenza per amoreggiare indisturabato con le loro mogli.
3. Harcourt, amico di Horner, è sinceramente innamorato di Alithea, la sorella di Pinchwife, che è promessa al damerino Sparkish. Nonostante i suoi sentimenti per Harcourt, Alithea non vuole compromettere il proprio onore e tiene fede al fidanzamento con Sparkish, che però viene rotto verso la fine della commedia dopo che la donna è stata trovata in una situazione compromettente con Horner. Sparkish allora mette in dubbio l'onore della fidanzata e la lascia, lasciandola così libera di ammettere i propri sentimenti per Harcourt.

## Origini

### Fonti
L'espediente di Harry Horner e la sottotrama sul libertino londinese sono ispirati all'Eunuco di Terenzio, in cui il personaggio di Chèrea finge di essere stato castrato per incontrare la schiava Panfila. Le disavventure matrimoniali dei coniugi Pinchwife invece sono ispirati a La scuola dei mariti (1661) e La scuola delle mogli (1662) di Molière; così come ne L'École des femmes, anche La moglie di campagna mostra i cambiamenti che avvengono in una donna provinciale quando entra in contatto con clima libertino delle città del XVII secolo ma, al contrario dell'opera di Molière, Margery non è una faciulla casta e pura come Agnes, la sua omologa francese. La trama legata a Harcourt e Alithea è tipica del teatro dell'epoca e non segue modelli letterari precisi.

### Il debutto
La commedia ebbe la sua prima nel gennaio 1675, portata in scena dalla King's Company al Theatre Royal Drury Lane, inaugurato da meno di un anno. Il teatro, progettato da Sir Christopher Wren, offriva un palcoscenico all'avanguardia che era in grado di accomodare numerosi cambi di scena, mentre la buona acustica del Drury Lane permetteva agli attori di adottare uno stile recitativo meno enfatico e più naturale. I nomi del cast della prima furono stampati nell'edizione originale del testo, che fu data alle stampe pochi mesi dopo il debutto. Il cast annoverava Charles Hart, uno dei maggiori attori dell'epoca, nel ruolo di Hart, mentre Edward Kynaston, che fino a pochi anni prima interpretava ruoli femminili, ricopriva il ruolo di Harcourt.

## The Country Girl
Pur godendo di un buon successo commerciale, La moglie di campagna attirò da subito aspre critiche per i doppi sensi a sfondo sessuale, tanto che lo stesso Wycherley si fece beffe dei critici moralisti nella sua opera seguente, The Plain Dealer. Nel 1765 John Lee rielaborò pesantemente l'opera per mondarla di riferimenti sessuali e situazioni immorali: il personaggio di Horner fu interamente eliminato e i cinque atti della commedia furono ridotti a due.
Di maggior successo fu l'adattamento firmato da David Garrick l'anno seguente, quando The Country Girl ebbe la sua prima al Drury-Lane Theatre di Dublino. Così come Lee, anche Garrick eliminò il personaggio di Horner e rese Margery (ribattezzata Peggy) più simile all'Agnes di Molière. La trama principale di The Country Girl si focalizzava sull'amore tra Belville e Peggy, osteggiato dal suo tutore Jack Moody; la sottotrama di Alithea e Harcourt rimase praticamente immutata, se non per il fatto che il miglior amico del giovane Harcourt non era più Horner ma uno zio di Belville dalla moralità irreprensibile.
Nonostante il valore letterario dell'opera sia nettamente inferiore a quello della commedia originale, The Country Girl entrò nel repertorio di numerose compagnie inglesi e americane e vi rimase fino agli anni 1920, quando vi fu una riscoporta dell'opera di Wycherley.

## Edizioni italiane
- La moglie di campagna, trad. Loretta Innocenti, Marsilio, 2009. ISBN  978-8831797023